# Malý Hrubý štít
Malý Hrubý štít (polsky Szpiglasowa Czuba, maďarsky Kis-Liptói-határhegy, německy Kleiner Liptauer Grenzberg, 2160 m n. m.) je vrchol v hlavním hřebeni Vysokých Tater v části zvané Hrubý hrebeň. Nachází se mezi Hrubým štítem (oddělen Hrubou štrbinou) a Hrubým zubem (oddělen Západnou Deravou štrbinou) a prochází jím slovensko-polská státní hranice. Na slovenské straně spadají svahy hory do Temnosmrečinské doliny, na polské do Dolinky za Mnichem.
První úspěšný výstup na vrchol uskutečnil 27. července 1966 Janusz Mączka, který zároveň překonal celý Hrubý hrebeň bez obcházení obtížných pasáží.

## Přístup
Na vrchol nevedou žádné turistické značky a tudíž je přístupný pouze v doprovodu horského vůdce. Nejlehčí cesta dosahuje II. stipně obtížnosti dle UIAA.